# Blaze Island
Blaze Island är en ö i Kanada.   Den ligger i territoriet Nunavut, i den centrala delen av landet, 3 400 km nordväst om huvudstaden Ottawa. Arean är 0,19 kvadratkilometer.
Terrängen på Blaze Island är mycket platt. Öns högsta punkt är 19 meter över havet. Den sträcker sig 0,5 kilometer i nord-sydlig riktning, och 0,7 kilometer i öst-västlig riktning.